# Pälden Lhamo
Pälden Lhamo is een Tibetaanse beschermgodin. Ze geldt als Dharmapala, ofwel de beschermgodin van de dharma, van de leer van Boeddha. In het pantheon van het Tibetaans boeddhisme verschijnt ze al ten minste sinds de 11e eeuw, waarbij ze vooral in beeltenissen samen met Mahakala of Yama te zien is.
Sinds de tweede dalai lama Gendün Gyatso, en vooral sinds de vijfde dalai lama Ngawang Lobsang Gyatso, geldt ze als de persoonlijke beschermgodin van de dalai lama's. Om die reden neemt ze vooral in de gelugschool een bijzondere plaats in, hoewel ze ook binnen de andere scholen van het Tibetaans boeddhisme wordt vereerd. Daarbovenop geldt ze als de beschermgodin van de stad Lhasa en van de regering van Tibet.
Pälden Lhamo zou zich vooral openbaren aan het heilige meer Lhamo Latso, op ongeveer 145 kilometer ten zuidoosten van Lhasa. In dit meer zou ze ook spiegelbeelden van de toekomst openbaren. In 1509 stichtte de tweede dalai lama daar het klooster Chokorgyel.
Volgens de legenden en de iconografie is ze met de godinnen Tara en Sarasvati verbonden. Hun beeltenissen zouden ook in Mongolië en China verschijnen. Op stofbeschilderde thangka's is ze bijna uitsluitend als angstaanjagend geportretteerd.